# Gran Premi de Mònaco del 2007
Resultats del Gran Premi de Mònaco de Fórmula 1 del 2007, disputat al circuit urbà de Montecarlo el 27 de maig del 2007.

## Qualificació
| Pos. | Pilot                | Equip                | Part 1      | Part 2      | Part 3   |
| ---- | -------------------- | -------------------- | ----------- | ----------- | -------- |
| 1    | Fernando Alonso      | McLaren - Mercedes   | 1:16.059    | 1:15.431    | 1:15.726 |
| 2    | Lewis Hamilton       | McLaren - Mercedes   | 1:15.685    | 1:15.479    | 1:15.905 |
| 3    | Felipe Massa         | Ferrari              | 1:16.786    | 1:16.034    | 1:15.967 |
| 4    | Giancarlo Fisichella | Renault              | 1:17.596    | 1:16.054    | 1:16.285 |
| 5    | Nico Rosberg         | Williams - Toyota    | 1:16.870    | 1:16.100    | 1:16.439 |
| 6    | Mark Webber          | Red Bull - Renault   | 1:17.816    | 1:16.420    | 1:16.784 |
| 7    | Nick Heidfeld        | BMW - Sauber         | 1:17.385    | 1:15.733    | 1:16.832 |
| 8    | Robert Kubica        | BMW - Sauber         | 1:17.584    | 1:15.576    | 1:16.955 |
| 9    | Rubens Barrichello   | Honda                | 1:17.244    | 1:16.454    | 1:17.498 |
| 10   | Jenson Button        | Honda                | 1:17.297    | 1:16.457*   | 1:17.939 |
| 11   | Alexander Wurz       | Williams - Toyota    | 1:17.874    | 1:16.662    |          |
| 12   | Vitantonio Liuzzi    | Toro Rosso - Ferrari | 1:16.720    | 1:16.703    |          |
| 13   | David Coulthard      | Red Bull - Renault   | 1:17.204    | 1:16.319*   |          |
| 14   | Jarno Trulli         | Toyota               | 1:17.686    | 1:16.988    |          |
| 15   | Heikki Kovalainen    | Renault              | 1:17.836    | 1:17.125    |          |
| 16   | Kimi Räikkönen       | Ferrari              | 1:16.251    | Sense temps |          |
| 17   | Anthony Davidson     | Super Aguri - Honda  | 1:18.250    |             |          |
| 18   | Scott Speed          | Toro Rosso - Ferrari | 1:18.390    |             |          |
| 19   | Adrian Sutil         | Spyker - Ferrari     | 1:18.418    |             |          |
| 20   | Ralf Schumacher      | Toyota               | 1:18.539    |             |          |
| 21   | Takuma Sato          | Super Aguri - Honda  | 1:18.554    |             |          |
| 22   | Christijan Albers    | Spyker - Ferrari     | Sense temps |             |          |

### Nota
- David Coulthard ha estat penalitzat per bloquejar el pas de Heikki Kovalainen, i no li ha estat permesa la sortida a la Q3 tot i haver-se qualificat, penalitzant-lo i fent-li perdre 5 llocs (del 8è a 13è). Això ha permès que Jenson Button pogués prendre part a la Q3.

## Cursa
| Pos. | No | Pilot                | Equip                | Voltes | Temps/Retirada   | P. Sortida | Punts |
| ---- | -- | -------------------- | -------------------- | ------ | ---------------- | ---------- | ----- |
| 1    | 1  | Fernando Alonso      | McLaren - Mercedes   | 78     | 1:40:29.329      | 1          | 10    |
| 2    | 2  | Lewis Hamilton       | McLaren - Mercedes   | 78     | + 4.095 s        | 2          | 8     |
| 3    | 5  | Felipe Massa         | Ferrari              | 78     | + 1' 09.114 min. | 3          | 6     |
| 4    | 3  | Giancarlo Fisichella | Renault              | 78     | + 1 Volta        | 4          | 5     |
| 5    | 10 | Robert Kubica        | BMW Sauber           | 77     | + 1 Volta        | 8          | 4     |
| 6    | 9  | Nick Heidfeld        | BMW Sauber           | 77     | + 1 Volta        | 7          | 3     |
| 7    | 17 | Alexander Wurz       | Williams - Toyota    | 77     | + 1 Volta        | 11         | 2     |
| 8    | 6  | Kimi Räikkönen       | Ferrari              | 77     | + 1 Volta        | 16         | 1     |
| 9    | 19 | Scott Speed          | Toro Rosso - Ferrari | 77     | + 1 Volta        | 18         |       |
| 10   | 8  | Rubens Barrichello   | Honda                | 77     | + 1 Volta        | 9          |       |
| 11   | 7  | Jenson Button        | Honda                | 77     | + 1 Volta        | 10         |       |
| 12   | 16 | Nico Rosberg         | Williams - Toyota    | 77     | + 1 Volta        | 5          |       |
| 13   | 4  | Heikki Kovalainen    | Renault              | 77     | + 1 Volta        | 15         |       |
| 14   | 14 | David Coulthard      | Red Bull - Renault   | 76     | + 2 Voltes       | 13         |       |
| 15   | 12 | Jarno Trulli         | Toyota               | 76     | + 2 Voltes       | 14         |       |
| 16   | 11 | Ralf Schumacher      | Toyota               | 76     | + 2 Voltes       | 20         |       |
| 17   | 22 | Takuma Sato          | Super Aguri - Honda  | 76     | + 2 Voltes       | 21         |       |
| 18   | 23 | Anthony Davidson     | Super Aguri - Honda  | 76     | + 2 Voltes       | 17         |       |
| 19   | 21 | Christijan Albers    | Spyker - Ferrari     | 70     | Direcció         | 22         |       |
| Ret  | 20 | Adrian Sutil         | Spyker - Ferrari     | 53     | Accident         | 19         |       |
| Ret  | 15 | Mark Webber          | Red Bull - Renault   | 17     | Caixa canvi      | 6          |       |
| Ret  | 18 | Vitantonio Liuzzi    | Toro Rosso - Ferrari | 2      | Accident         | 12         |       |

## Altres
- Pole: Fernando Alonso 1' 15" 726
- Volta ràpida: Fernando Alonso 1' 15" 284

| Anterior G.P.: Gran Premi d'Espanya del 2007 | FIA 2007 Fórmula 1 Campionat mundial | Següent G.P.: Gran Premi del Canadà del 2007 |
| Anterior G.P.: Gran Premi de Mònaco del 2006 | Gran Premi de Mònaco                 | Següent G.P.: Gran Premi de Mònaco del 2008  |